# الأحمر والأزرق الملكي
الأحمر والأزرق الملكي (بالإنجليزية: Royal Red and Blue)‏ هي لوحة للرسام التجريدي مارك روثكو. في نوفمبر 2012، بيعت اللوحة بمبلغ 75.1 مليون دولار (47.2 مليون جنيه إسترليني) في مزاد سوذبيز.